# Coniopteryx (Xeroconiopteryx) orientalis
Coniopteryx (Xeroconiopteryx) orientalis is een insect uit de familie van de dwerggaasvliegen (Coniopterygidae), die tot de orde netvleugeligen (Neuroptera) behoort. 
Coniopteryx (Xeroconiopteryx) orientalis is voor het eerst wetenschappelijk beschreven door Meinander in 1972.